# Paul-Léon Seitz
Paul-Léon Seitz (Le Havre, 22 dicembre 1906 – Parigi, 23 febbraio 1984) è stato un vescovo cattolico e missionario francese.

## Biografia
Paul-Léon Seitz nacque il 22 dicembre 1906 a Le Havre, ultimo nato di una famiglia con tre figli.

### Formazione e ministero sacerdotale
Dopo aver svolto il servizio militare in Marocco, entrò nella Società per le missioni estere di Parigi nel 1929 e, dopo un periodo di interruzione a causa di problemi di salute dovuto a una malattia polmonare, terminò gli studi e venne ordinato prima diacono il 13 marzo 1937 e poi presbitero il 4 luglio seguente.
Fu inviato come missionario in Vietnam l'anno seguente e, dopo aver imparato il vietnamita, fu assegnato al vicariato di Hanoi dove negli anni svolse diversi incarichi, quale viceparroco della cattedrale, cappellano per il liceo Albert-Sarraut, cappellano degli scout, direttore dell’Azione Cattolica e superiore generale per l'Indocina settentrionale.
Nel 1943 fondò l'orfanotrofio di Santa Teresa accogliendo ottanta bambini poveri.
Fin da subito, monsignor Seitz riuscì a conquistare la stima e l'affetto dei parrocchiani come anche dei non cristiani grazie al suo carattere umile, aperto e amabile.

### Ministero episcopale
Il 19 giugno 1952 papa Pio XII lo nominò vicario apostolico di Kontum assegnandogli la sede titolare di Catula. Ricevette l'ordinazione episcopale il 3 ottobre 1952 dall'arcivescovo John Jarlath Dooley, S.S.C.M.E.
Il 24 novembre 1960 papa Giovanni XXIII con la bolla Venerabilium Nostrorum elevò il vicariato apostolico a diocesi e monsignor Seitz ne divenne il primo vescovo. Durante il suo ministero si dedicò con passione alla cura pastorale della sua comunità di montanari, dove il cristianesimo era sì fiorente e in espansione, ma anche in condizioni di arretratezza e povertà. Per garantire le necessarie migliorie riorganizzò le parrocchie, promosse programmi di catechismo, finanziò la costruzione di due ospedali e di scuole attivandosi in raccolte fondi da donazioni in gran parte provenienti dall'Inghilterra e dagli Stati Uniti e durante i difficili anni della guerra organizzò l'accoglienza per i profughi in fuga dai Viet Cong.
Il 2 ottobre 1975 rassegnò le proprie dimissioni e dovette tornare in Francia dopo essere stato espulso alla fine della guerra.
Tornato in Francia pubblicò alcuni testi, in particolare Le temps des chiens Muets, nei quali denunciava i crimini della guerra e del comunismo nonché del silenzio del mondo occidentale a tal riguardo.
Fu padre conciliare durante il Concilio Vaticano II, partecipando a tre delle quattro sessioni intervenendo in particolare sulla questione dell'evangelizzazione presso popoli totalmente estranei alla cultura europea.
Morì a Parigi il 23 febbraio 1984.

## Genealogia episcopale e successione apostolica
La genealogia episcopale è:
- Cardinale Scipione Rebiba
- Cardinale Giulio Antonio Santori
- Cardinale Girolamo Bernerio, O.P.
- Arcivescovo Galeazzo Sanvitale
- Cardinale Ludovico Ludovisi
- Cardinale Luigi Caetani
- Cardinale Ulderico Carpegna
- Cardinale Paluzzo Paluzzi Altieri degli Albertoni
- Papa Benedetto XIII
- Papa Benedetto XIV
- Cardinale Enrico Enriquez
- Arcivescovo Manuel Quintano Bonifaz
- Cardinale Buenaventura Córdoba Espinosa de la Cerda
- Cardinale Giuseppe Maria Doria Pamphilj
- Papa Pio VIII
- Papa Pio IX
- Cardinale Alessandro Franchi
- Cardinale Giovanni Simeoni
- Cardinale Antonio Agliardi
- Cardinale Basilio Pompilj
- Cardinale Adeodato Piazza, O.C.D.
- Cardinale Egidio Vagnozzi
- Arcivescovo John Jarlath Dooley, S.S.C.M.E.
- Vescovo Paul-Léon Seitz, M.E.P.

La successione apostolica è:
- Vescovo Alexis Phạm Văn Lộc (1975)